# Frank McCormack
Pour les articles homonymes, voir McCormack.
Frank McCormack (né le 28 mai 1969 à Plymouth dans le Massachusetts) est un coureur cycliste américain. Professionnel de 1992 à 2002, il a été champion des États-Unis de cyclo-cross en 1996 et 1998. Il a participé aux championnats du monde sur route 1997 avec l'équipe des États-Unis. Son frère cadet Mark a également été coureur professionnel.

## Palmarès sur route
- 1987
  - Tour de l'Abitibi

- 1990
  - 4e étape de la Killington Stage Race

- 1991
  - 4e étape de la Killington Stage Race

- 1993
  - 3e étape de la Killington Stage Race

- 1994
  - Fitchburg Longsjo Classic :
    - Classement général
    - 4e étape

- 1995
  -  Champion des États-Unis du critérium
  - 4e étape de la Cascade Classic
  - 4e étape de la Fitchburg Longsjo Classic
  - Killington Stage Race :
    - Classement général
    - 2e étape

  - 2e étape du Tour de Toona

- 1996
  -  Champion des États-Unis du critérium
  - 1re étape de la Fitchburg Longsjo Classic
  - La Primavera Stage Race :
    - Classement général
    - 1re et 2e étapes

  - 1re et 5e étapes du Tour de Toona
  - 7e étape du Tour de Basse-Saxe

- 1997
  - 5e étape de la Cascade Classic
  - 1re étape de la Fitchburg Longsjo Classic
  - 2e étape de la Killington Stage Race
  - 2e, 4e et 7e étape du Tour de Langkawi
  - Thrift Drug Classic
  - 2e du Tour de Toona
  - 2e du championnat des États-Unis sur route
  - 2e du championnat des États-Unis du critérium

- 1998
  - Fitchburg Longsjo Classic
  - International Cycling Classic
  - Tour du Japon :
    - Classement général
    - 3e étape

  - 4e étape du Bermuda GP
  - Prologue et 4e étape du Tour de Beauce
  - 2e du championnat des États-Unis sur route

- 1999
  - Athens Twilight Criterium
  - Sea Otter Classic
  - 2e étape de l'Another Dam Race
  - 6e étape de la Redlands Bicycle Classic
  - Prologue du Ster der Beloften
  - 2e du Ster der Beloften
  - 2e de la Redlands Bicycle Classic

- 2000
  - 3e du championnat des États-Unis du critérium
  - 3e de la Nevada City Classic

- 2001
  - Nature Valley Grand Prix

- 2003
  - 3e étape du Tour de White Rock

## Palmarès en cyclo-cross
- 1988
  - 3e du championnat des États-Unis de cyclo-cross

- 1989
  - 3e du championnat des États-Unis de cyclo-cross

- 1990
  - 3e du championnat des États-Unis de cyclo-cross

- 1996
  -  Champion des États-Unis de cyclo-cross

- 1997
  - 2e du championnat des États-Unis de cyclo-cross

- 1998
  -  Champion des États-Unis de cyclo-cross